# Емил Клаперон
Беноа Паул Емил Клаперон (фр. Benoît Paul Émile Clapeyron,(Француски: ), Париз, 26. фебруара 1799 – Париз, 28. јануара 1864), је француски физичар и инжењер, и један од оснивача термодинамике. Дипломирао је 1818. на Политехничком универзитету, а 1821. на Националналној рударској школи у Паризу. Од 1820. до 1830. Ради као професор и инжењер у Санкт Петербургу у Русији. Од 1858. члан је Француске академије наука.
Проучавао је разлике између стварног и идеалног гаса. Комбиновао је законе гаса у једначину гаса {\displaystyle PV=nRT\,}, где је:
- {\displaystyle P} притисак,
- {\displaystyle V} запремина,
- {\displaystyle n} број молова,
- {\displaystyle R} универзална гасна константа (8,314472 J•mol−1• K−1), једнака производу Болцманове константе и Авогардовог броја
- {\displaystyle T} апсолутна температура.

Био је први који је обратио пажњу на Карноов циклус; анализирајући га, био је први који је применио графичку методу у термодинамици којом је Карнотов кружни поступак представљен као затворена крива 1834.. Поставио је термодинамичку једначину којa је названа Клаузијус-Клаперонова једначина.
Његово име је на листи 72 научника урезаних на Афеловом торњу.

## Биографија
Клаперон рођен у Паризу, студирао је на Политехничком универзитету (École polytechnique), дипломирао је 1818.. Такође је студирао на Националналној рударској школи (École nationale supérieure des mines). 1820. он и Габријел Ламе одлазе у Санкт Петербург да предају и раде у школи јавних радова. У Париз се вратио тек након револуције у јулу 1830. године, По повратку у Париз надгледао је изградњу прве железничке линије која је повезивала Париз са Версајем и Сeн Жерменом. Пројект изградње железничке линије финансирали су Адолф де Еиштал, Ротшилд, Аугуст Турнаисен, Сансон Деивилиер и браћа Пере Емил и Исак.
Клаперон је своју конструкцију парног мотора 1836. године однео у Енглеску како би пронашао произвођача и ангажовао компаније Шарп, Роберт и Ко.
Од 1844. до 1859. Клаперон је био професор у Школи мостова и путева (Ecole des Ponts et Chaussees).

## Рад
1834. године дао је свој први допринос стварању модерне термодинамике издавањем извештаја под насловом Mémoire sur la puissance motrice de la chaleur (Дисертација о покретачкој снази топлоте), у којем је развио рад физичара Николe Леонарда Садија Карноа. Иако је Карно развио убедљиву анализу генерализованог топлотног мотора, користио је неспретну и неупадљиву теорију о калоријама.
Клаперон је у својој Дисертацији, представио Карноов рад на приступачнији начин у аналитичкком и графичком облику, показујући Карноов циклус као затворене криве на pV дијаграму, а pV дијаграм (p-притиска и V-запремине) назван је у његову част Клаперонов дијаграм. Клаперонова анализа Карноа била је широко распрострањена када га је Јохан Погендорф превео на немачки језик 1843. године.
1842. године Клаперон је објавио своја открића о „оптималном положају клипа на коме се требају отворити или затворити различити вентили“ . 1843. године, Клаперон је даље развио идеју о реверзибилном процесу, коју је Карно већ предложио и дао коначну изјаву о Карноовом принципу, који је данас познат као други закон термодинамике.
Ова фондација му је омогућила суштинско проширење Клаузијусовог рада, укључујући формулу, сада познату као Клаузијус-Клаперон однос, који карактерише фазни прелаз између две фазе материје. Даље је разматрао питања фазних прелаза у ономе што је касније постало познато као Стефан проблеми.
Kлаперон је такође радио на карактеризацији савршених гасова, равнотежи хомогених чврстих материја и прорачуну статике непрекидних зрака, посебно теореме о три момента Клапероновa теоремa.

## Лични живот
Kлаперон се oженио са Мелани Базене, у Паризу 7. јануара 1834., ћерком Пијера Доминика Базена, математичара и инжењера за мостове (1786-1838).
Kлаперон је умро 28. јануара 1864. у 65. години.

## Признања
- Члан Француске академије наука, (1858).
- Улица Клаперон у Паризу у 8 округу названа је по њему.
- Његово име је једно од 72 имена научника урезаних на Афеловој кули.

## Публикације
- Clapeyron, E. (1834). „Mémoire sur la Puissance Motrice de la Chaleur”. Journal de l'Ecole Royale Polytechnique (на језику: француски). Paris: De l'Imprimerie Royale. Vingt-troisième cahier, Tome XIV: 153—190.
- Clapeyron, E. (1837).  Taylor, Richard, ур. „Memoir on the Motive Power of Heat”. Scientific Memoirs. 1: 347 — преко Викизворника. [scan ]